# Новемпопулания

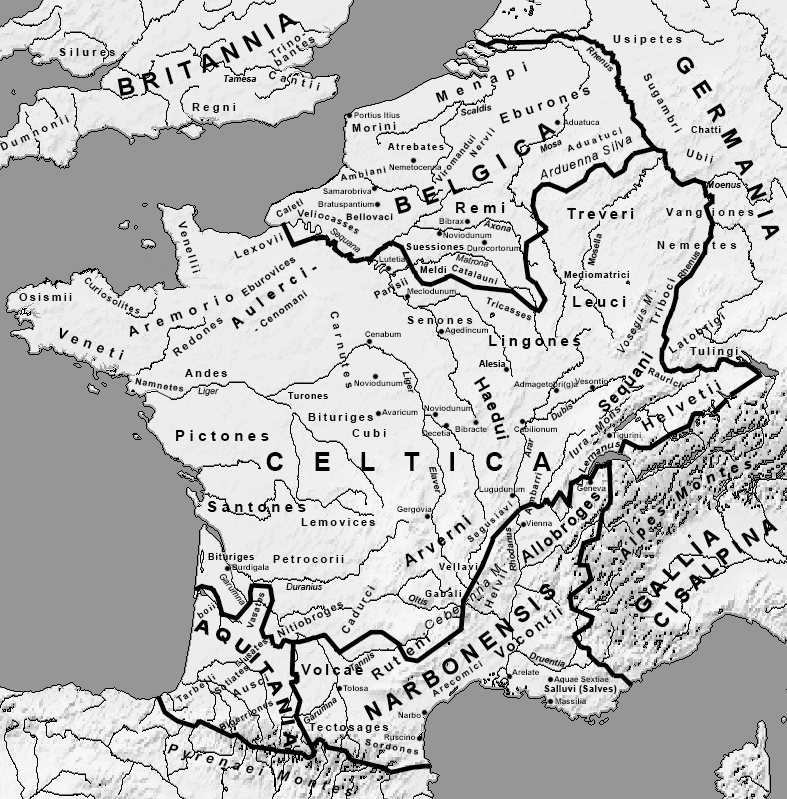
Новемпопулания во времена римской империи.

Новемпопулания (Novempopulania , лат «страна девяти народов») — провинция, выделенная римским императором Диоклетианом из провинции Аквитания, также известна как Aquitania Tertia. Novempopulania исторически первой известна как Аквитания, ибо являлась родиной местного племени аквитанов. Согласно «Запискам о галльской войне» Юлия Цезаря, границами Gallia Aquitania были река Гаронна, Пиренеи и Атлантический океан. В своей работе полководец считал аквитанов родственным народом с иберами, отмечая существенное различие в языке от северных соседей.Территория провинции была увеличена во времена правления императора Августа.

## Возникновение
Новемпопуланию населяли девять народов, регион был известен как Aquitania Tertia. Судя по всему, в эпоху поздней империи (II—IV век), состоялось отделение области от Кельтики с возникновением магистра пагов, в рамках празднеств был возведён алтарь, остатки которого находятся в городе Аспаррен. Новоприобретённый статус мог касаться не только налогов, но военного дела: в Аквитании существовали «Cohortes Aquitanorum» и «Cohortes Aquitanorum Biturigum» (для потомков галлов).
Позже число племён увеличилось до двенадцати, которых отождествляли с их столицами или цивитасами: Civitas Ausciorum, Civ. Aquensium, Civ. Lactoratium, Civ. Convenarum, Civ. Consorannorum, Civ. Boatium, Civ. Benarnensium, Civ. Aturensium, Civ. Vasatica, Civ. Turba, Civ. Illoronensium, Civ. Elusatium. Им соответствуют Ош, Дакс, Лектур, Коммингес, Кузеран, Буш и Борн, Беарн или Лескар, Эр-сюр-л’Адур, Базас, Тарб, Олорон-Сент-Мари, Оз. Элуса (Оз) являлся столицей Новемпопулании.
По всей территории Новемпопулании археологи находили записи с упоминанием богов, людей и мест. Благодаря этому было обнаружено сходство между ними и баскским языком, что стало аргументом в прото-баскской теории.

## Раннее Средневековье

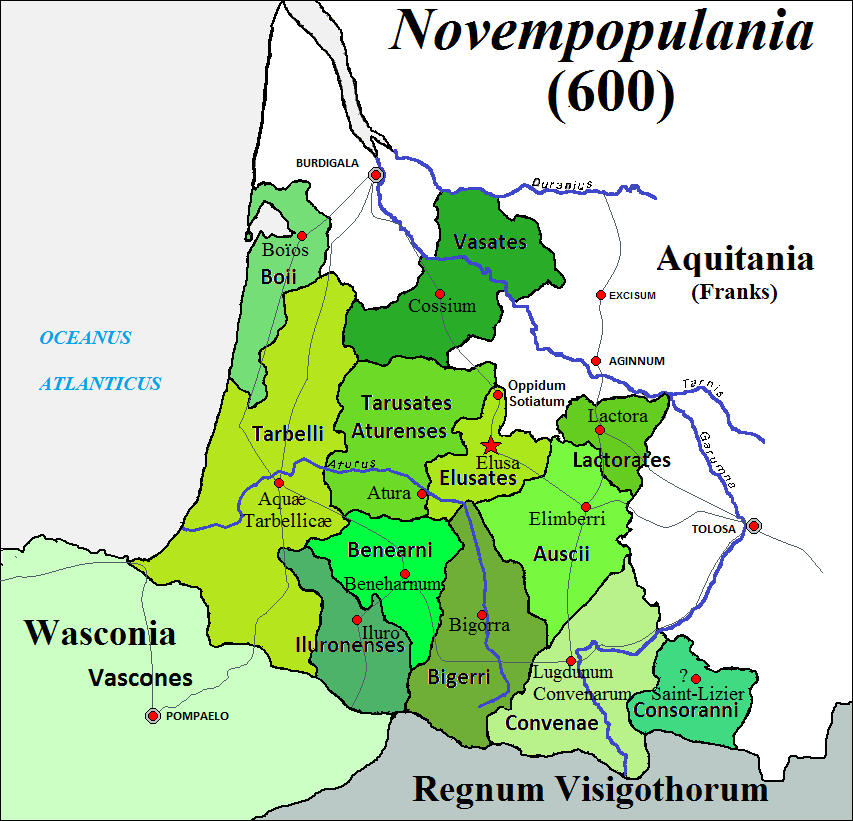
Новемпопулания в 600 году

В 412—413 году после смерти Алариха предводитель вестготов Атаульф покинул Италию и разбил правившего в Галлии узурпатора Иовина. Рассорившись с западноримским императором Гонорием из-за поставок продовольствия, он поддержал узурпатора Аттала Приска. Последний взамен предоставил готам Аквитанию и Новемпопуланию, которые были подвергнуты грабежам.
В 418 году Гонорий легализовал приобретения вестготов, в обмен на полученные ими земельные наделы сделав их федератами. Область подвергалась набегам багаудов и васконов. Варвары расселились на окраине региона — по берегам реки Гаронна к югу от Тулузы. Поражение в битве при Вуйе в 507 году стало причиной их изгнания победившими франками.
В начале средних веков информация о регионе и местных племенах, известных сейчас как Vascones, Wasconia, Guasconia (согласно Равеннской космографии не являвшейся Spanoguasconia), была весьма отрывочна и запутанна. Вместе с тем, под васконами подразумевались все говорившие на баскском наречии.
Новемпопулания стала базовым регионом для герцогства Васкония, основанного франками в начале 7-го века для контроля за басками, впоследствии ставшего полунезависимым государственным образованием. Позже произошёл раздел на герцогство Гасконь и графство Васкония.